# يوري كليبيكوف
يوري نيكولايفيتش كليبيكوف (24 أغسطس 1935 - 1 نوفمبر 2021)، هو كاتب سيناريو وممثل روسي. ، كان عضوًا في لجنة التحكيم في مهرجان برلين السينمائي الدولي الحادي والأربعين.

## روابط خارجية
- Yuri Klepikov في قاعدة بيانات الأفلام على الإنترنت